# Danh sách album đứng đầu bảng xếp hạng Gaon Album Chart năm 2013
Bảng xếp hạng Album (Gaon Chart) là bảng xếp hạng đánh giá những album hay nhất ở Hàn Quốc. Dữ liệu được thu nhập hằng tuần bởi Hiệp hội âm nhạc Hàn Quốc. Nó bao gồm bảng xếp hạng tuần, được mở từ Chủ nhật đến thứ bảy, và bảng xếp hạng hằng tháng.

## Bảng xếp hạng tuần
| Cuối tuần   | Album                                                 | Nghệ sĩ            |
| ----------- | ----------------------------------------------------- | ------------------ |
| 5 tháng 1   | I Got a Boy                                           | Girls' Generation  |
| 12 tháng 1  | I Got a Boy                                           | Girls' Generation  |
| 19 tháng 1  | I                                                     | Jaejoong           |
| 26 tháng 1  | I Got a Boy                                           | Girls' Generation  |
| 2 tháng 2   | Re:Blue                                               | CN Blue            |
| 9 tháng 2   | Re:Blue                                               | CN Blue            |
| 16 tháng 2  | Promise You                                           | Super Junior-K.R.Y |
| 23 tháng 2  | Chapter 1. Dream Girl – The Misconceptions of You     | SHINee             |
| 2 tháng 3   | Y                                                     | Jaejoong           |
| 9 tháng 3   | Chapter 1. Dream Girl – The Misconceptions of You     | Shinee             |
| 16 tháng 3  | Life                                                  | Heo Young Saeng    |
| 23 tháng 3  | Chapter 1. Dream Girl – The Misconceptions of You     | Shinee             |
| 30 tháng 3  | New Challenge                                         | INFINITE           |
| 6 tháng 4   | New Challenge                                         | INFINITE           |
| 13 tháng 4  | 2011 Girls' Generation Tour                           | Girls Generation   |
| 20 tháng 4  | Shaking Heart                                         | C-Clown            |
| 27 tháng 4  | Hello                                                 | Cho Yong Pil       |
| 4 tháng 5   | Chapter 2. Why So Serious? – The Misconceptions of Me | Shinee             |
| 11 tháng 5  | What's Going On?                                      | B1A4               |
| 18 tháng 5  | Grown                                                 | 2PM                |
| 25 tháng 5  | Grown                                                 | 2PM                |
| 1 tháng 6   | Alive GALAXY Tour 2013: The Final in Seoul            | Big Bang           |
| 8 tháng 6   | XOXO (Kiss Ver.)                                      | EXO                |
| 15 tháng 6  | Sexy Beat                                             | MBLAQ              |
| 22 tháng 6  | XOXO (Kiss Ver.)                                      | EXO                |
| 29 tháng 6  | Grown (Grand Edition)                                 | 2PM                |
| 6 tháng 7   | Inner Child                                           | John Park          |
| 13 tháng 7  | 1st Mini Album                                        | My Name            |
| 20 tháng 7  | Destiny                                               | Infinite           |
| 27 tháng 7  | Hard to Love, How to Love                             | Beast              |
| 3 tháng 8   | Pink Tape                                             | f(x)               |
| 10 tháng 8  | XOXO (Repackage Edition) (Kiss Ver.)                  | EXO                |
| 17 tháng 8  | XOXO (Repackage Edition) (Kiss Ver.)                  | EXO                |
| 24 tháng 8  | Let's Talk About Love                                 | Seungri            |
| 31 tháng 8  | Let's Talk About Love                                 | Seungri            |
| 7 tháng 9   | Full Bloom                                            | Kara               |
| 14 tháng 9  | Coup D'Etat                                           | G-Dragon           |
| 21 tháng 9  | Teen Top Class                                        | Teen Top           |
| 28 tháng 9  | Busker Busker 2nd Album                               | Busker Busker      |
| 5 tháng 10  | Very Good                                             | Block B            |
| 12 tháng 10 | Modern Times                                          | IU                 |
| 19 tháng 10 | Everybody                                             | SHINee             |
| 26 tháng 10 | Everybody                                             | SHINee             |
| 2 tháng 11  | WWW                                                   | Jaejoong           |
| 9 tháng 11  | WWW                                                   | Jaejoong           |
| 16 tháng 11 | Teen Top Class Addition                               | Teen Top           |
| 23 tháng 11 | The Mood                                              | F.T. Island        |
| 30 tháng 11 | Voodoo                                                | VIXX               |
| 7 tháng 12  | XOXO (Repackage Edition) (Kiss Ver.)                  | EXO                |
| 14 tháng 12 | Miracles in December (bản Hàn)                        | EXO                |
| 21 tháng 12 | Miracles in December (bản Hàn)                        | EXO                |
| 28 tháng 12 | Flower                                                | Yong Jun-hyung     |

## Bảng xếp hạng tháng
| Tháng    | Album                                                 | Nghệ sĩ           | Bán ra  |
| -------- | ----------------------------------------------------- | ----------------- | ------- |
| Tháng 1  | I Got a Boy                                           | Girls' Generation | 265,322 |
| Tháng 2  | Chapter 1. Dream Girl – The Misconceptions of You     | SHINee            | 137,444 |
| Tháng 3  | New Challenge                                         | INFINITE          | 138,431 |
| Tháng 4  | Chapter 2. Why So Serious? – The Misconceptions of Me | SHINee            | 106,404 |
| Tháng 5  | Hello                                                 | Cho Yong-pil      | 167,323 |
| Tháng 6  | XOXO (Kiss Ver.)                                      | EXO               | 206,812 |
| Tháng 7  | Destiny                                               | INFINITE          | 158,462 |
| Tháng 8  | XOXO (Repackage Edition) (Kiss Ver.)                  | EXO               | 186,281 |
| Tháng 9  | Coup D'Etat                                           | G-Dragon          | 198,489 |
| Tháng 10 | Everybody                                             | SHINee            | 122,284 |
| Tháng 11 | Voodoo                                                | VIXX              | 43,070  |
| Tháng 12 | Miracles in December (Hàn Ver.)                       | EXO               | 262,825 |

## Liên kết
- Gaon Charts - Official Website (tiếng Hàn)